# Atletika na Letních olympijských hrách 1932 – 200 metrů muži
 Běh na 200 metrů mužů na Letních olympijských hrách 1932 se uskutečnil ve dnech 2. srpna až 3. srpna v Los Angeles. 

## Výsledky finálového běhu
| *                | jméno          | země                   | čas   |
| ---------------- | -------------- | ---------------------- | ----- |
| Zlatá medaile    | Eddie Tolan    | Spojené státy americké | 21,12 |
| Stříbrná medaile | George Simpson | Spojené státy americké | 21,4  |
| Bronzová medaile | Ralph Metcalfe | Spojené státy americké | 21,5  |
| 4                | Arthur Jonath  | Německo                | 21,5  |
| 5                | Carlos Bianchi | Argentina              | 21,6  |
| 6                | Willie Walters | Jihoafrická unie       | 21,9  |